# Phare de Black Rock Point

Le phare de Black Rock Point (en espagnol : Faro de Punta Roca Negra) ou phare de Guanaja est un phare actif situé sur l'île de Guanaja, dans le Département des Islas de la Bahía au Honduras.

## Histoire
Guanaja est la seconde plus grande île du groupe des îles de la Baie.
Le phare est situé à l'extrémité nord-ouest de l'île.

## Description
Ce phare est un pylône cylindrique en acier à claire-voie, avec une galerie et une balise photovoltaïque de 12 m de haut. La tour est peinte avec des bandes horizontales rouges et blanches. Il émet, à une hauteur focale de 22 m, un éclat blanc par période de 9 secondes. Sa portée est de 19 milles nautiques (environ 35 km).
Identifiant : ARLHS : HON-006 - Amirauté : J6010.5 - NGA : 110-16457 .
|                 |
| Îles de la Baie |

|             |
| Île Guanaja |

### Lien connexe
- Liste des phares du Honduras